# Phloiophilus edwardsi
Phloiophilus edwardsi je brouk z čeledi Phloiophilidae, nadčeledi Cleroidea.
Je to jediný druh rodu Phloiophilus.